# 呉宅烈
呉 宅烈（オ・テギョル、朝鮮語: 오택열/吳宅烈、1898年3月6日 - 没年不詳）は、日本統治時代の朝鮮および大韓民国の実業家、政治家。制憲韓国国会議員。
ハングル表記は오택렬（オ・テンニョル）とも。

## 経歴
慶尚北道盈徳郡出身。盈徳公立普通学校卒。盈徳面書記、鉱業経営者を経て、光復後は盈徳愛国同志会会長、盈徳酒造株式会社社長、大韓独立促成国民会盈徳郡支部総務部長・支部長・委員長、非常国民代議員、南朝鮮過渡立法議員、盈徳郡糧穀配給組合長、盈徳郡厚生会副会長、司法保護委員、大同青年団盈徳郡後援会会長を務めた。
朝鮮戦争の際に北朝鮮に拉致され、以後消息不明。

## エピソード
1948年の初代総選挙では無投票で当選した。